# Richard Ridgely
Richard Ridgely, nato Richard Peckover (1869 – Long Island, 30 novembre 1949), è stato un regista, attore e sceneggiatore statunitense del cinema muto.
Iniziò la sua carriera nel 1911 come attore. L'anno seguente, divenne anche sceneggiatore per poi passare dietro alla macchina da presa come regista. Diresse, fino al 1917, oltre sessanta film.

## Filmografia

### Regista
- The Actress – cortometraggio (1913)
- The Meadow Lark – cortometraggio (1913)
- The Greed of Osman Bey – cortometraggio (1913)
- Dolly Varden – cortometraggio (1913)
- The Treasure of Captain Kidd – cortometraggio (1913)
- The Green Eye of the Yellow God – cortometraggio (1913)
- The Great Physician – cortometraggio (1913)
- The Family's Honor – cortometraggio (1913)
- Janet of the Dunes – cortometraggio (1913)
- The Price of Human Lives (1913)
- What Shall It Profit a Man? – cortometraggio (1913)
- A Night at the Inn – cortometraggio (1914)
- The Message of the Sun Dial – cortometraggio (1914)
- The Silent Death – cortometraggio (1914)
- Rorke's Drift – cortometraggio (1914)
- The Mexican's Gratitude – cortometraggio (1914)
- The Message in the Rose – cortometraggio (1914)
- His Comrade's Wife – cortometraggio (1914)
- The Two Vanrevels – cortometraggio (1914)
- The Voice of Silence – cortometraggio (1914)
- A Warning from the Past – cortometraggio (1914)
- In the Shadow of Disgrace – cortometraggio (1914)
- Across the Burning Trestle – cortometraggio (1914)
- Farmer Rodney's Daughter – cortometraggio (1914)
- A Tale of Old Tucson – cortometraggio (1914)
- The One Who Loved Him Best – cortometraggio (1914)
- In Lieu of Damages – cortometraggio (1914)
- The Blind Fiddler – cortometraggio (1914)
- Greater Love Hath No Man – cortometraggio (1914)
- On the Isle of Sarne – cortometraggio (1914)
- A Gypsy Madcap – cortometraggio (1914)
- The Vanishing of Olive – cortometraggio (1914)
- The Colonel of the Red Hussars – cortometraggio (1914)
- Olive Is Dismissed – cortometraggio (1914)
- The Lesson of the Flames – cortometraggio (1914)
- Young Mrs. Winthrop – cortometraggio (1915)
- Olive and the Burglar – cortometraggio (1915)
- Olive's Other Self – cortometraggio (1915)
- Olive's Manufactured Mother  (1915)
- Olive in the Madhouse (1915)
- Olive and the Heirloom (1915)
- Olive's Greatest Opportunity (1915)
- A Deadly Hate (1915)
- His Convert (1915)
- A Sad Dog's Story (1915)
- The Wrong Woman – cortometraggio (1915)
- The Tragedies of the Crystal Globe – cortometraggio (1915)
- Eugene Aram (1915)
- Shadows from the Past (1915)
- Ranson's Folly (1915)
- The Magic Skin (1915)
- The Destroying Angel (1915)
- The Heart of the Hills (1916)
- The Martyrdom of Philip Strong (1916)
- A Message to Garcia (1916)
- The Master Passion (1917)
- God of Little Children (1917)
- Envy (1917)
- Pride (1917)
- Pride and the Devil (1917)
- Passion (1917)
- The Law That Failed (1917)
- The Great Bradley Mystery (1917)
- The Mystic Hour (1917)
- The Ghost of Old Morro (1917)
- The Seven Deadly Sins, co-regia di Theodore Marston (1917)

### Attore
- The Test of Friendship, regista sconosciuto – cortometraggio (1911)
- A Case of High Treason, regista sconosciuto – cortometraggio (1911)
- The Crusader, regista sconosciuto – cortometraggio (1911)
- How Willie Raised Tobacco, regista sconosciuto – cortometraggio (1911)
- A Proposal Under Difficulties, regia di C.J. Williams – cortometraggio (1912)